# 王炳燮
王炳燮（？—？），江蘇省蘇州府元和縣人，清朝政治人物。進士出身。
光緒二年（1876年），參加丙子恩科會試，得貢士第127名。殿試登進士2甲第66名。同年五月（6月3日），經吏部掣簽，授即用知縣。